# Paralinhomoeus uniovarium
Paralinhomoeus uniovarium is een rondwormensoort uit de familie van de Linhomoeidae. De wetenschappelijke naam van de soort is voor het eerst geldig gepubliceerd in 1970 door Warwick.